# Monster Garage
Monster Garage ist eine Fernsehserie, die von 2002 bis 2006 für den Discovery Channel produziert wurde und im deutschen Fernsehen auf DMAX zu sehen ist. In jeder Folge wird ein Serienfahrzeug für einen speziellen Zweck umgebaut.

## Konzept
Moderator der Sendung ist Jesse James, Vorstandsvorsitzender der Firma West Coast Choppers.
Ziel jeder Folge ist es, das gestellte Serienfahrzeug umzubauen, um den vom Moderator geforderten Zweck zu erfüllen.
Jede Folge beginnt mit der Vorstellung des Projekts und den Regeln, anschließend tritt der Moderator mit der Konzeptgruppe zusammen, die Zeichnungen des fertigen Fahrzeugs und dessen Funktionen anfertigt.
Die Gruppe hat dafür einen Tag Zeit.
Ebenfalls wird für jedes Projekt eine neue Gruppe aus fünf Mechanikern mit Kenntnissen im Bereich der Autokonstruktion und/oder des Aufmotzens und oft einem Konstrukteur mit Spezialkenntnissen auf dem Gebiet des Einsatzzwecks rekrutiert, manchmal sind Mitglieder der Konzeptgruppe auch Mitglied der Mechaniker.
Die Mechaniker-Gruppe hat dann fünf Tage Zeit, eine „Monstermaschine“ zu bauen, welche anschließend entsprechend lackiert von Jesse James im Einsatz getestet wird.
Schafft die Gruppe es nicht, die „Maschine“ zeitgerecht fertigzustellen oder erfüllt sie ihren Zweck nicht, wird das Fahrzeug auf extreme Weise zerstört, zum Beispiel mit einem Flammenwerfer, Sprengstoff oder auch durch Einschmelzen.
Ist der Moderator zufrieden, erhalten alle Gruppenmitglieder einen Werkzeugsatz im Wert von 3400 (später 4000) US-Dollar.

## Regeln
Folgende Regeln gelten für den Umbau:
1. Das Team hat 3.000 US-Dollar (später erhöht auf 5.000) für Teile zur Verfügung.
2. Das Team hat sechs Tage Zeit für den Umbau.
3. Das fertige Fahrzeug muss aussehen wie ein Serienfahrzeug (später abgeschafft)
4. Das fertige Fahrzeug muss für die folgende Challenge tauglich sein.

Von den sieben Tagen Umbauzeit sind zwei Tage (einer für das Design, einer für die Challenge) abzuziehen, die eigentliche Umbauzeit beträgt also nur fünf Tage.
Eine weitere oft gestellte Anforderung ist, dass das Äußere des Serienwagens erhalten bleiben soll.

## Trivia
In Staffel 2 / Folge 28 Mercedes/Handicap Car wurde ein junger Rollstuhlfahrer für die Show geholt, um die Alltagstauglichkeit des "Monsters" von einem
echten gehandicapten testen zu lassen. Dazu durfte er dann eine Probefahrt machen, für welche James und seine Crew extra aus Long Beach angereist waren.
Am Ende brauste James auf seinem Motorrad davon und rief dem Rolli-Fahrer ins Auto, dass er das "Monster" behalten könne.

## Folgen
Insgesamt gibt es 80 Folgen in fünf Staffeln:

### Erste Staffel
- Folge 1: Switchblade (Ford Mustang GT → Rasenmäher)
- Folge 2: White Trash (Ford Explorer → Müllwagen)
- Folge 3: Swamp Buggy (VW New Beetle → Sumpfboot)
- Folge 4: Firetruck (Lincoln Town Car Stretchlimousine → Feuerwehrfahrzeug)
- Folge 5: Freezer Burn (Chevrolet Impala → Eishobelmaschine)
- Folge 6: Golf-Ball Collector (Porsche 944 → Golfballsammler)
- Folge 7: Grim Ripper (Cadillac Miller Meteor Leichenwagen → Fahrbarer Autoschredderer mit Bagger), erster Fehlschlag, zerstört im Stahlschredder
- Folge 8: Pontoon Boat (Ford Schulbus → Pontonboot)
- Folge 9: Delivery Truck (MAC Werkstattwagen → Zustellfahrzeug mit Trebuchet)
- Folge 10: Hot-Air Balloon (Chevrolet Tracker → Heißluftballon)
- Folge 11: Nut-Shaker (Ford Pickup → Obstvollernter)
- Folge 12: NASCAR Street Sweeper (NASCAR-konformer Dodge Intrepid → Kehrmaschine)
- Folge 13: Wheelie Car (Ford E-350 XL Krankenwagen → Befähigung zum Wheelie)
- Folge 14: Wood Chipper (Chrysler PT Cruiser → Häcksler)
- Folge 15: Snowmobile (Mini Cooper → Schneemobil)
- Folge 16: Wedding Chapel (Chevrolet Suburban → Kapelle mit Orgel)
- Folge 17: Doom Buggy (Mazda RX-7 → Buggy), Fehlschlag, zerstört von Jesse mit einer M134D Minigun
- Folge 18: Ramp Rage (Winnebago Suncruiser → Halfpipe)
- Folge 19: Hot Dogster (Dragster → Hot-Dog-Stand)
- Folge 20: Rock Crawler (Ford Bronco → „Felskletterer“)
- Folge 21: Demolition-Derby Car (Cadillac DeVille → Stockcar-Auto), Erfolg, aber zerstört während des Stockcar-Rennens
- Folge 22: Tundrinator (Toyota Tundra → Aufnehmen und Absetzen eines Motorrads mit Fahrer während der Fahrt)
- Folge 23: Low Bull-Rider (Ford Ranchero → Low Rider)
- Folge 24: Sling Ray (Chevrolet Corvette → Dragster)

### Zweite Staffel
- Folge 25: Shark Boat (Kayot Boot → Haibeobachtungsboot mit Unterwasserkäfig)
- Folge 26: Doughnut Shop/Cop Car (Ford Crown Victoria Polizeiwagen → Doughnut-Stand)
- Folge 27: El Camino/Figure 8 Race Car (Chevrolet El Camino → Rennwagen für Strecken mit Kreuzung („Figure 8“), ähnlich einem Stockcar)
- Folge 28: Mercedes/Handicap Car (Mercedes ML320 → behindertengerechter Umbau mit Rollstuhlrampe, Handgas usw.)
- Folge 29: DeLorean/Hovercraft (DeLorean → Hovercraft), erste Version komplett verworfen (Umbau der Karosserie auf fertiges Hovercraft), auch Fehlschlag des zweiten Umbaus, von Amphibienpanzer überrollt
- Folge 30: Hearse Revisited (Cadillac Superior Leichenwagen → Bagger), zweite Chance für das Team aus Folge 7
- Folge 31: Escalade/Tailgating Vehicle (Cadillac Escalade → Grillstation)
- Folge 32: Streetline Painter (Reynard Champ Car → Fahrzeug zur Aufbringung von Straßenmarkierungen)
- Folge 33: Remote-Control Dirt-Track Racer (Chevrolet Monte Carlo → ferngesteuert), Erfolg, beim Testen durch Aufprall auf eine Wand zerstört, für spätere Folgen ausgeschlachtet
- Folge 34: Semi-Truck Chopper (Peterbilt Semi-Truck → Diesel-Trike)
- Folge 35: Monster Claus Christmas Float (Pontiac Firebird → Weihnachtsmann-Monster für eine Parade)
- Folge 36: Celica/Jet Car (Toyota Celica → Einbau eines Rolls-Royce Jet-Triebwerks)
- Folge 37: Jet Boat Car (Jet Boot → Auto)
- Folge 38: Box-Truck Wrestling Ring (Möbelwagen → Wrestling-Ring)
- Folge 39: Old-School Chevy (Chevrolet Sedan → Hot Rod)
- Folge 40: Rock 'em Sock 'em Scions (Scion xA/Scion xB → diverse Werkzeuge zur Zerstörung des anderen Wagens), zwei Allstar-Teams traten gegeneinander an, der xA hatte Antriebsprobleme, wurde zerstört

### Dritte Staffel
- Folge 41: Quarter-Mile Cadillac (Cadillac Fleetwood → Dragster)
- Folge 42: Miata/Personal Watercraft (Mazda MX-5 → Amphibienfahrzeug (Jetski)), Fehlschlag, gesprengt mit Dynamit
- Folge 43: Gorillamobile (Toyota Tundra → Absetzcontainer für Tiertransporte)
- Folge 44: Dodge/Train Car (Dodge Magnum → Zweiwegefahrzeug)
- Folge 45: Pikes Peak Hill Climber (Chevrolet Blazer → Rennwagen für Bergrennen)
- Folge 46: Firetruck Brewery (International Harvester Feuerwehrwagen → Brauerei)
- Folge 47: Rolls-Royce/John (Rolls-Royce Silver Shadow → Reinigungsfahrzeug für mobile Toiletten)
- Folge 48: Old-School Chopper (Harley-Davidson Heritage Softail → Tuning)
- Folge 49: Army Tractor Pull (Willys Jeep → Umbau zur Teilnahme beim Tractorpulling)
- Folge 50: Honey Bee Drift Car (Datsun Honey Bee → Umbau zur Teilnahme an Drift-Rennen)
- Folge 51: All-Girl Build: Dirt-Track Racer (Chevrolet Camaro → Umbau zur Teilnahme an Dirttrack-Rennen), Fehlschlag, Einschmelzung im Hochofen
- Folge 52: Open-Road Racer (Lincoln Continental → NASCAR-Umbau)
- Folge 53: Belly Tank Lakester (Phantom F-4-Tank → Dragster)
- Folge 54: Ultimate Surfmobile (Ford Woodie Kombi → „Surfmobil“ mit Hebeanlage zum Transport der Surfbretter auf dem Dach, Allradantrieb)
- Folge 55: NYC Hot Rod (Ford Modell A → Hot Rod)
- Folge 56: DC High-School Build (Bau eines Choppers), Mechanikerteam bestehend aus Schülern ohne Erfahrung auf dem Gebiet
- Folge 57: T-Bucket/Snow Cat (Ford Modell T → Pistenraupe)
- Folge 58: Peel Trident Micro Car (Peel Trident → Einbau eines Hayabusa-Motors), Fehlschlag, zerstört mit einem Scharfschützengewehr
- Folge 59: Logsplitter (Zimmer Golden Spirit → Holzspalter)
- Folge 60: Mobile Fun House (Fleetwood Southwind Storm (Wohnmobil) → Spielplatz)
- Folge 61: Folsom Prison Low-Rider (Chevrolet Impala → Low-Rider), Mechanikerteam bestehend aus Häftlingen
- Folge 62/63: Flying Car (Panoz Esperante → Flugzeug)

### Vierte Staffel
- Folge 64: Milk Bomb (Chevrolet Apache → Melkmaschine)
- Folge 65: Sour Kraut (VW Käfer → Dragster)
- Folge 66: Armored Dunkster (Griffin Geldtransporter → Einbau eines Wassertanks zum Tauchen)
- Folge 67: Full Steam Ahead (Chris-Craft-Boot → Einbau einer Dampfmaschine)
- Folge 68: Crop Circler (Traktor → Restaurierung, Bau eines Walzanhängers zur Erzeugung von Kornkreisen), Erfolg, aber Zerstörung mit einem Flammenwerfer, da das Projekt im Nachhinein zu langweilig war
- Folge 69: Backyard Monsters I (kein Selbstbau, Berichte über Monstermaschinen von Hobbybastlern)
- Folge 70: Backyard Monsters II (kein Selbstbau, Berichte über Monstermaschinen von Hobbybastlern)
- Folge 71: All Female Dirt Racer Revisited (Chevrolet Camaro → Umbau zur Teilnahme an Dirttrack-Rennen)
- Folge 72: Anglia Nitro Dragster (Ford Anglia → Dragster) Fehlschlag, zerstört durch Fünf-Tonnen-Gewicht

### Fünfte Staffel
- Folge 73: Georgia High School Dragster (Bau eines Junior-Dragsters), Mechanikerteam bestehend aus Schülern
- Folge 74: The Noodler (Ferrari 308 GTS → Nudelmaschine) Erfolg, aber bei der Challenge kaputtgegangen
- Folge 75: Mini-Truck (Nissan King Cab Pickup → Umbau in einen „Mini-Truck“, Verkleinerung für Minderwüchsige)
- Folge 76: Monster on Ice (Chevrolet Lieferwagen → Umbau zur Teilnahme an Eisrennen, Einbau einer Eismaschine)
- Folge 77: Battery-Powered Dragster (Chevrolet Bel Air → Elektromotor-Dragster, Stromversorgung durch Akkus aus Akkuschraubern)
- Folge 78: '51 Cool Caddy Daddy (Cadillac Coupe → Hot Rod)
- Folge 79: On The Road – Baja Trophy Truck I and II (Bau eines Fahrzeugs zur Teilnahme an der Baja 1000-Rallye)
- Folge 80: Ultimate Old School Wagon (Ford Wagon → Hot Rod)